# Čajta
Čajta (njem. Schachendorf, mađ. Csajta) je općina u Gradišću. Oko tri četvrtine stanovništva čine Gradišćanski Hrvati.
Prema popisu iz 2022., imala je 758 stanovnika.
Na području općine djeluju dvije katoličke župe i župne crkve: sv. Martina i Uznesenja Marijina.
Nakon nastupa folklornog ansambla „Kolo Slavuj” iz Beča 1974., osnovano je folkorno društvo „Stalnost”. U srpnju 2024., društvo je obilježilo pedesetogodišnjicu djelatnosti.